# Hexisopus
Genre
Synonymes
- Aellopus C. L. Koch, 1842 nec Wolff, 1811
- Mossadamessa Roewer, 1932

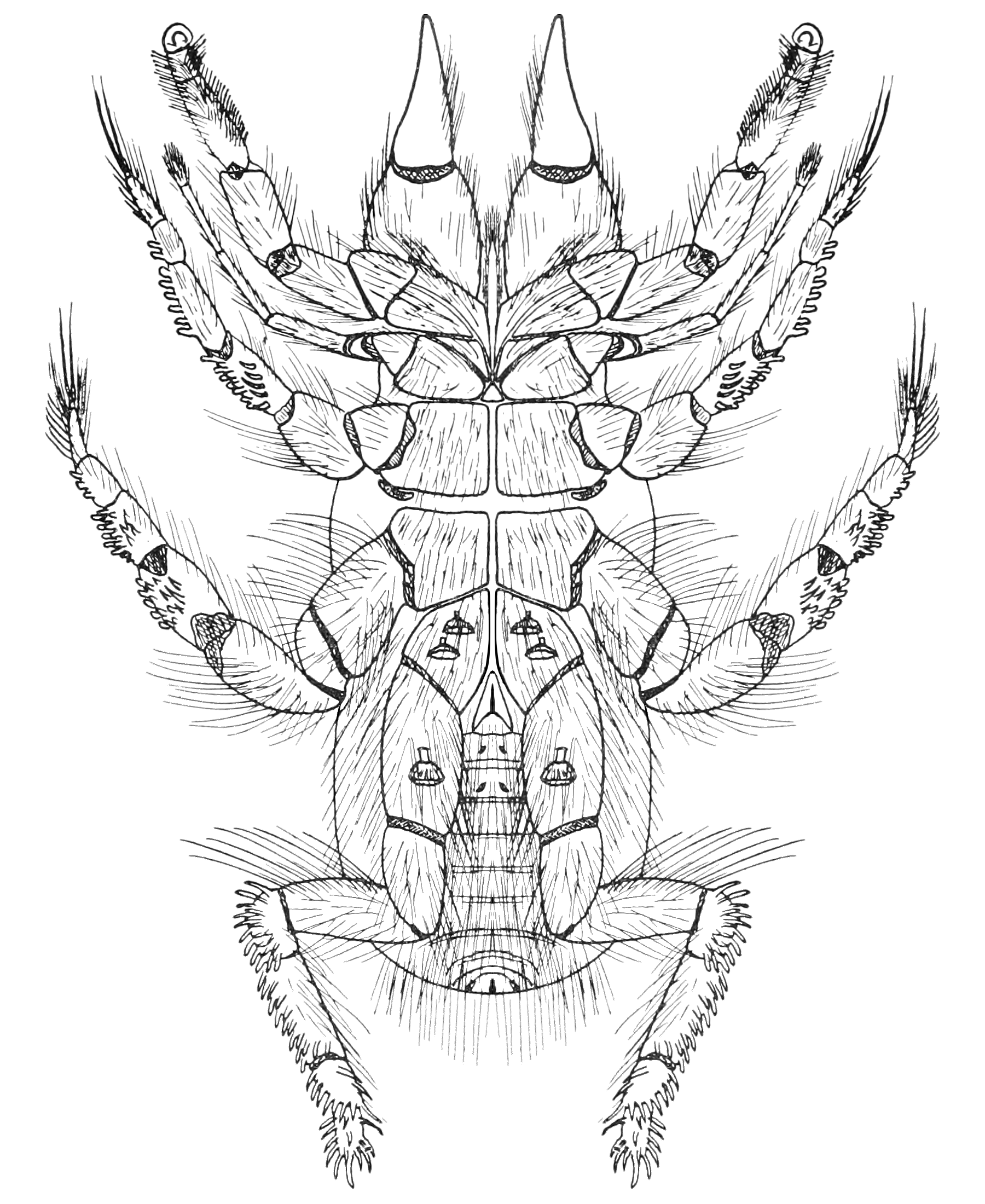
Hexisopus fodiens.

Hexisopus est un genre de solifuges de la famille des Hexisopodidae.

## Distribution
Les espèces de ce genre se rencontrent en Afrique australe.

## Liste des espèces
Selon Solifuges of the World (version 1.0) :
- Hexisopus abnormis (Roewer, 1932)
- Hexisopus aureopilosus Lawrence, 1968
- Hexisopus crassus Purcell, 1899
- Hexisopus eberlanzi (Roewer, 1941)
- Hexisopus fodiens Simon, 1888
- Hexisopus fumosus Lawrence, 1967
- Hexisopus infuscatus Kraepelin, 1899
- Hexisopus lanatus (C. L. Koch, 1842)
- Hexisopus moiseli Lamoral, 1972
- Hexisopus nigrolunatus Kraepelin, 1899
- Hexisopus nigroplagiatus Lawrence, 1972
- Hexisopus psammophilus Wharton, 1981
- Hexisopus pusillus Lawrence, 1962
- Hexisopus reticulatus Purcell, 1902
- Hexisopus swarti Lawrence, 1968

## Publication originale
- Karsch, 1879 : Sieben neue Spinnen von Sta Martha. Entomologische Zeitschrift, Stettin, vol. 40, p. 106-109 (texte intégral).